# Henryk Bieniok
Henryk Bieniok (ur. 29 stycznia 1940 w Chorzowie) – polski naukowiec z dziedziny zarządzania, od 1986 roku profesor Uniwersytetu Ekonomicznego w Katowicach, Uniwersytetu Śląskiego w Katowicach i Górnośląskiej Wyższej Szkoły Handlowej w Katowicach, nadal czynny zawodowo. Członek wielu prestiżowych organizacji m.in. Polskiej Akademii Nauk w Warszawie.
Znany z prac badawczych z zakresu zarządzania przedsiębiorstwem i samym sobą, zwłaszcza z opracowanej systemowej koncepcji Macierzy Morfologicznej stanowiącej punkt wyjściowy do naprawiania firmy z użyciem metody diagnostycznej i rozwijania jej przyszłych działań metodą prognostyczną.

## Życiorys zawodowy – kariera
Jest teoretykiem i praktykiem zarządzania, udzielającym się jako ekspert i konsultant. Działa w takich organizacji jak TNOiK (Towarzystwo Naukowe Organizacji i Kierownictwa) i PTE (Polskie Towarzystwo Ekonomiczne). Rozpoczynał karierę jako robotnik, a później kierownik w Zakładach Azotowych w Chorzowie. Pracował jako asystent (lata 1970-1971), doktor w 1972, doktor habilitowany w 1976, prof. nadzw. w 1986 i profesor zwyczajny na Uniwersytecie Ekonomicznym w Katowicach, gdzie piastował m.in. funkcję prodziekana Wydziału Przemysłu (1975-1981), dyrektora Instytutu Ekonomiki Przemysłu (1981-1991), dziekana Wydziału Zarządzania (1998-2003) i kierownika Katedry Systemów i Metod Zarządzania (1992-2011).

## Publikacje
W swoim dorobku ma prawie 500 publikacji, w tym jest autorem lub współautorem 38 monografii oraz podręczników, a także artykułów, opracowań i referatów na konferencjach krajowych i zagranicznych.
Do ważniejszych publikacji profesora Bienioka można zaliczyć:
- Recepty naturalnego samoleczenie ciała i duszy, Wydawnictwo KOS, Katowice 2024, s. 440, ISBN                                 978-83-7649-328-2
- Zdrowie i długowieczność czyli naturalne metody samoleczenia, Wydawnictwo KOS, Katowice 2022, s. 292 ISBN 978-83-7649-306-0
- Zarządzanie samym sobą czyli książka dla każdego. Dowcipnie - kreatywnie - praktycznie, Wydawnictwo KOS, Katowice 2021, s. 424 ISBN 978-83-7649-244-5
- Podstawy przedsiębiorczości osobistej (zaradności życiowej). Jak osiągnąć sukces w życiu? Wydawnictwo KOS, Katowice 2019, s. 368 ISBN 978-83-7649-189-9
- Poradnik naturalnego zapobiegania oraz wspomagania walki z rakiem. Wydawnictwo DRAGON, Bielsko-Biała 2017
- Metoda systemowego, zdrowego i mądrego odchudzania, PWN, Warszawa 2016
- Zarządzanie na wesoło w 500 dowcipach. Agencja Artystyczna PARA, Katowice 2016
- Zarządzanie biznesem i samym sobą. Pół żartem, pół serio. Difin, Warszawa 2016, s. 283
- Wielka Księga Zdrowia. Naturalna profilaktyka i samoleczenie chorób cywilizacyjnych. Zarządzaj własnym zdrowiem. Dragon, Bielsko-Biała 2014, s. 450
- Techniki kreatywnego myślenia. UE Katowice, 2012, s. 170 (współautor)
- Zarządzanie czasem. Difin, Warszawa 2010, s. 198
- Sekrety bogacenia się. Poltext, Warszawa, 2009, s.270
- Rola inteligencji emocjonalnej menedżera w zarządzaniu zasobami ludzkimi. W: Przełomy w zarządzaniu. Zarządzanie zasobami ludzkimi. Praca zbior. pod red. M. Czerskiej i M. Gablety. TNOiK, Dom Organizatora, Toruń 2011, s. 15-35
- Metody sprawnego zarządzania. Placet, Warszawa 2005. s. 295
- Sztuka komunikowania się, negocjacji i rozwiązywania konfliktów. AE Katowice 2005, s. 201
- System zarządzania zasobami ludzkimi (red.). AE Katowice 2006, s. 430
- Sekrety długowieczności. Videograf II, Katowice 2009, s. 270
- Zarządzanie własnym zdrowiem. AE Katowice 2006, s. 336
- Podstawy zarządzania przedsiębiorstwem (red.). AE Katowice 2005, s. 750.

Henryk Bieniok wykonał także około 200 prac naukowo-badawczych, ekspertyz i projektów.

## Rozwój młodych talentów
Wypromował 10 doktorów nauk ekonomicznych w zakresie zarządzania. Został  5-krotnie uhonorowany nagrodami Ministra Nauki i Szkolnictwa Wyższego oraz 20-krotnie nagrodami Rektora Uniwersytetu Ekonomicznego w Katowicach. Posiada odznaczenia państwowe, wojewódzkie i naukowe m.in. Krzyż Kawalerski Orderu Odrodzenia Polski (1990), Medal Komisji Edukacji Narodowej (1981), Medal Karola Adamieckiego, Odznakę „Zasłużonemu dla Akademii Ekonomicznej w Katowicach”, Srebrną i Złotą Honorową Odznakę TNOiK, Złotą Odznakę Honorową PTE.